# André Léonard (architecte)
Pour les articles homonymes, voir André Léonard et Léonard.
André Léonard (né en 1946 à Montréal) est un architecte québécois.

## Biographie

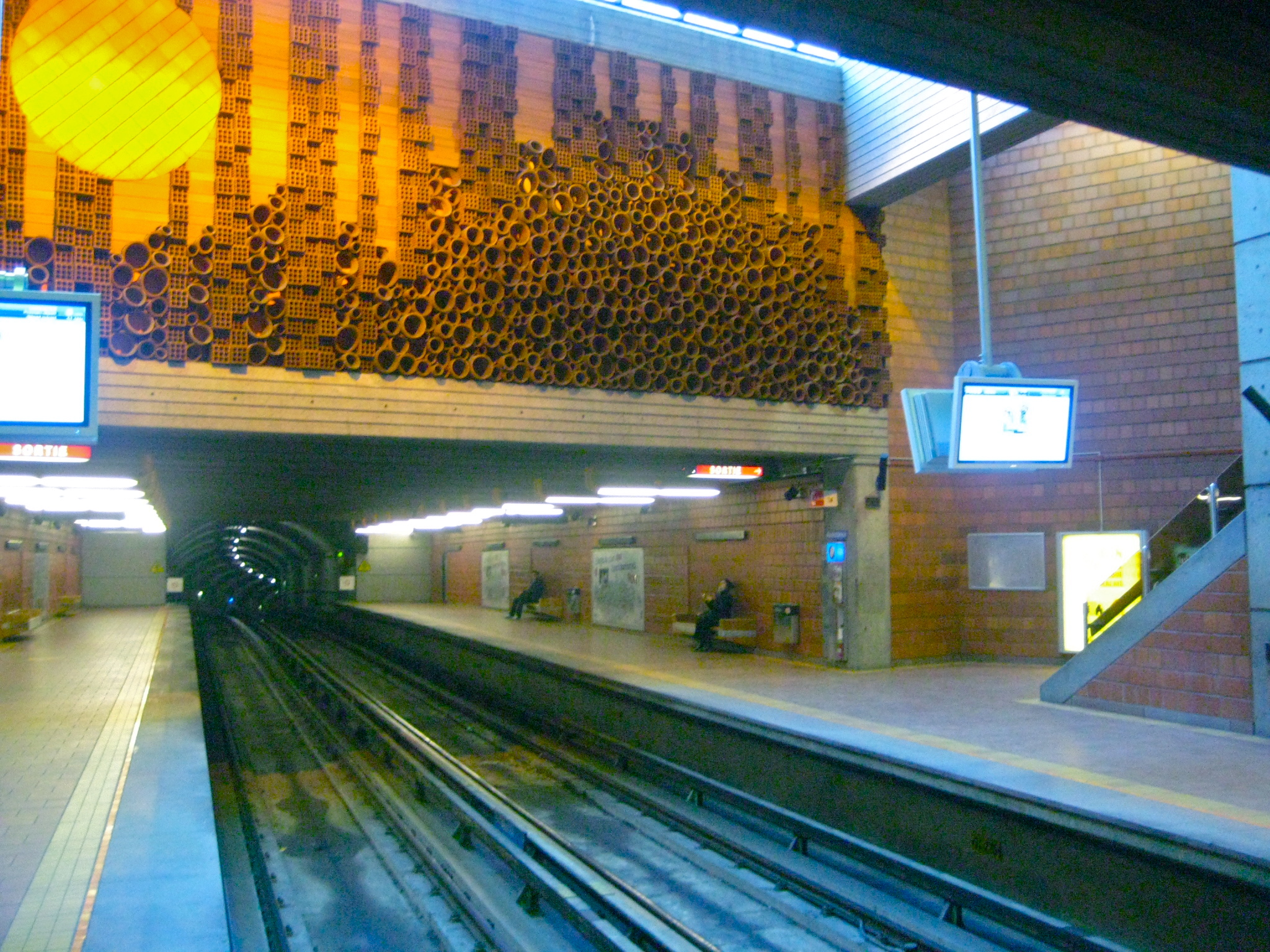
Relief, la station Université-de-Montréal.

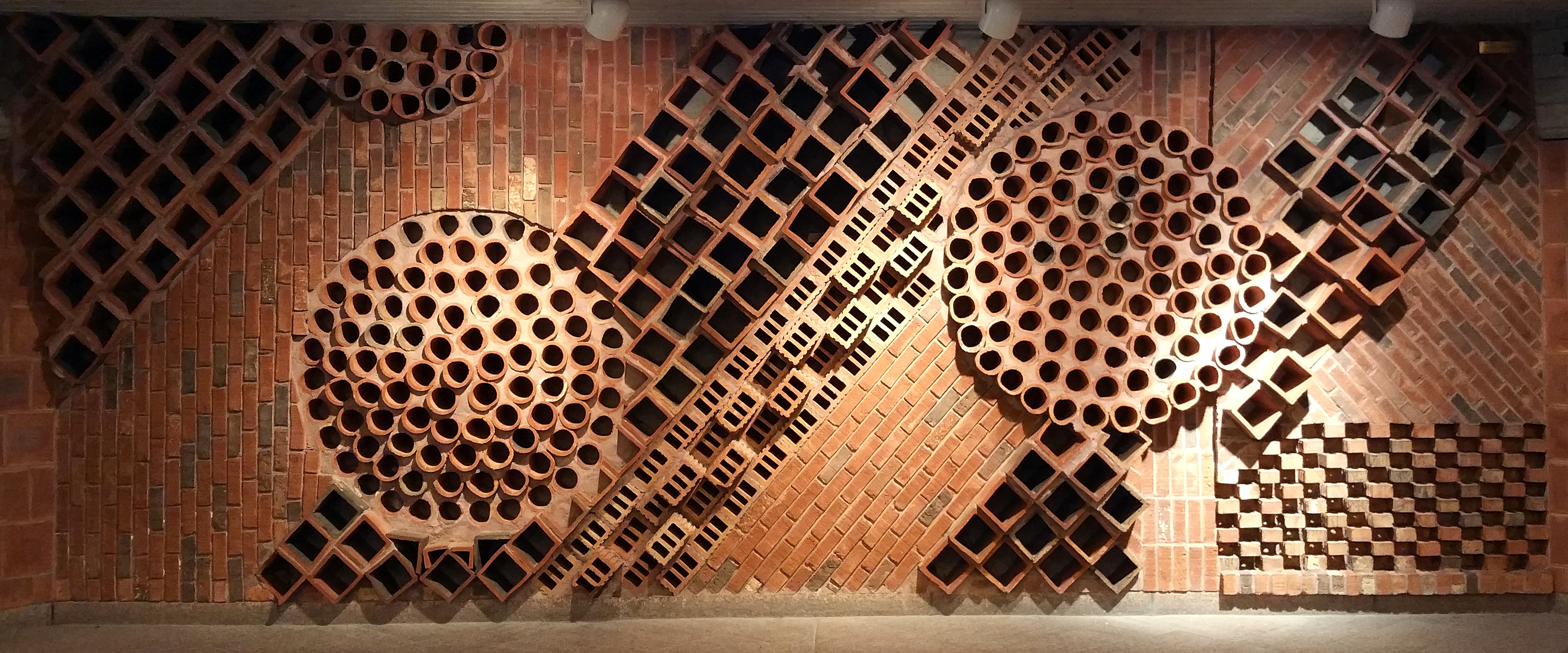
Le potager, relief, le station Henri-Bourassa.

André Léonard commence sa carrière de technicien en architecture en 1971, puis travaille à la Société de transport de Montréal (STM), tout en continuant ses études en architecture à l’Université de Montréal. En 1974 il devient architecte.
Au cours de ces années à travailler pour la Société de transport de Montréal, il dessine 2 stations de métro. En 1977, il dessine la station Villa-Maria « sculptures murales » en ciment et en acier, présentant des cercles colorés et en 1980 la station Université-de-Montréal « deux reliefs » faits de briques et de terre cuite. Il réalise la même année, deux reliefs en terre cuite pour la station Henri-Bourassa : « Le potager » et « Les vents ».
André Léonard insère dans ses œuvres des matériaux naturels, il nous explique sa démarche à travers cette citation :
« J'ai toujours aimé les matériaux naturels qui proviennent de la terre.... J'ai pensé aux cylindres dont les gens se servent pour entreposer leurs bouteilles de vin dans leur sous-sol. J'ai réalisé qu'en mariant des blocs de différentes formes, il devenait possible de représenter des objets et ainsi d'exprimer quelque chose. »
Il a également travaillé au Service des parcs régionaux de Montréal, et pris part à la rénovation du pavillon central du Jardin botanique.
Même s'il est principalement connu pour ses réalisations dans le métro, il a également mené plusieurs projets résidentiels.